# IV. Malcolm skót király
IV. (Szűz) Malcolm (skót gaelül: Máel Coluim mac Eanric), (1141? – 1165. december 9.) skót király 1153-tól haláláig.
Huntingdoni Henrik fiaként, és I. Dávid unokájaként született. Mivel édesapja még 1152-ben elhunyt, 1153-ban, Dávid halála után Malcolm léphetett a trónra. 1157-ben II. Henrik angol király rákényszerítette Malcolmot, hogy a chesteri szerződés értelmében adja át neki a korábbi skót királyok által megszerzett Nortumberland és Cumbria megyéket. Viszonzásul megerősítette Malcolm jogát Huntingdon tartományára.
Malcolm fiatalon, nőtlenül fejezte be az életét 1165-ben. Utóda fivére, I. Vilmos skót király lett.